# Presillas Bajas
Presillas Bajas è un villaggio nella provincia di Almería, fa parte del comune di Níjar all'interno del parco naturale del capo di Gata-Nijar. Questo quartiere è molto vicino a Los Escullos Questo piccolo villaggio è circondato da paesaggi incontaminati e ha un ricco geologiche e botaniche. (oleandri, salvia, timo...) Vicino al villaggio si può vedere la caldera vulcanica di Majada redonda. Questo villaggio ha 19 abitanti